# Uranophora flavomaculata
Uranophora flavomaculata là một loài bướm đêm thuộc phân họ Arctiinae, họ Erebidae.